# Georges-Marie Haardt

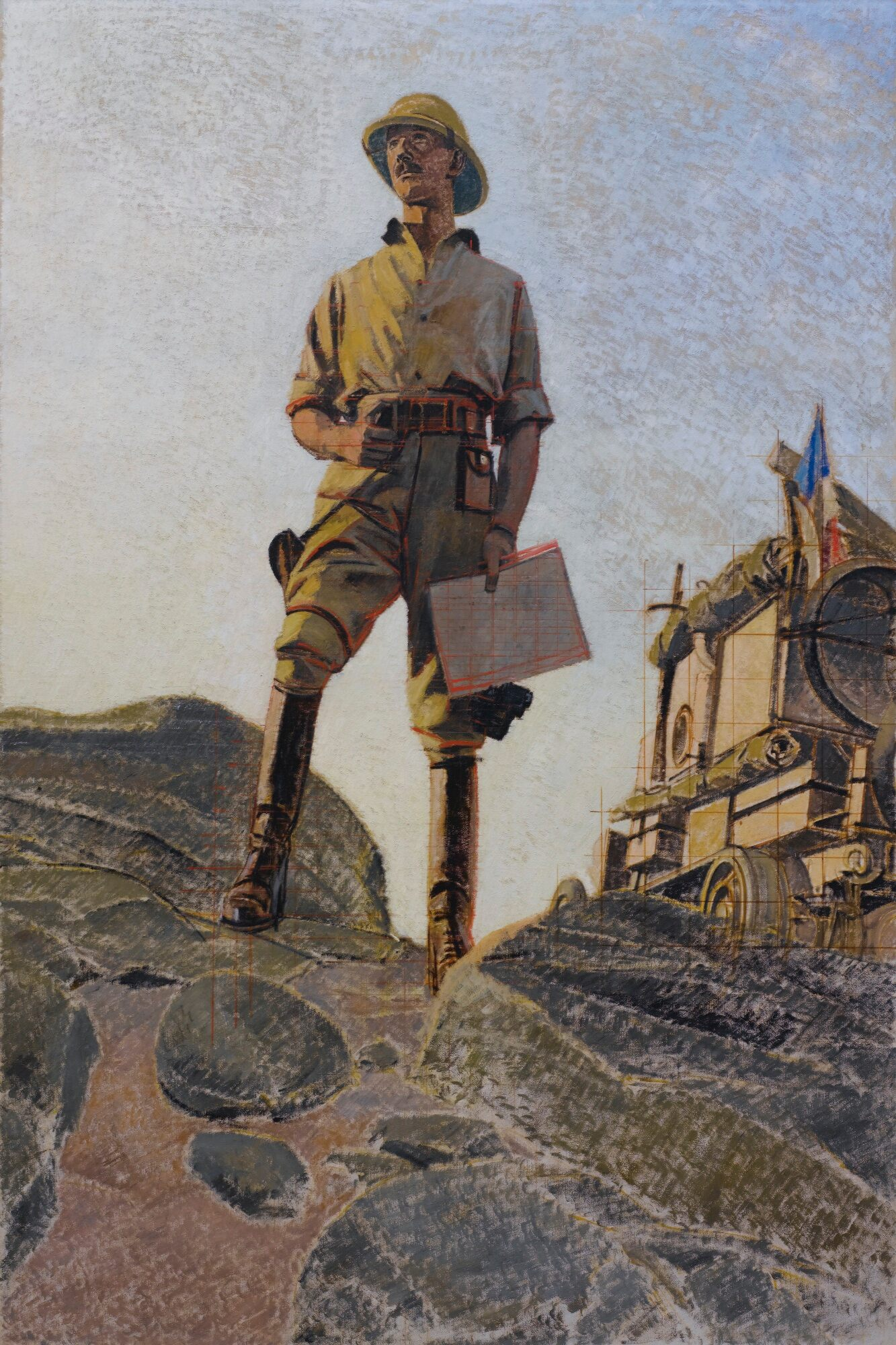
Georges-Marie Haardt porträtterad av Bernard Boutet de Monvel, 1925

Georges-Marie Haardt, född 12 juli 1884 i Neapel i Italien, död 16 mars 1932 i Hongkong, var en fransk ingenjör
och företagsledare.
Georges-Marie Haardts föräldrar var belgare och drev ett konfektionsföretag. Sonen blev fransk medborgare 1929. Han utbildade sig till ingenjör och tjänstgjorde under första världskriget i pansarstyrkorna. Han var försäljningschef och senare chef för Automobiles Mors 1908–1914 och från 1918 chef för Citroën under André Citroën.
Han var också chef för tre fordonsexpeditioner, som organiserades av Citroën och genomfördes med halvbandvagnar av märket Citroën-Kégresse:
- 1922–1923 – Raid Citroën – La Traversée du Sahara mellan Touggourt i Algeriet och Timbuktu i Mali
- 1924–1925 – Croisière noire mellan Colomb-Béchar i Algeriet och olika platser i södra Afrika
- 1931–1932 – Croisière jaune mellan Beirut i Libanon och Peking i Kina